# 今掛勇
今掛 勇（いまかけ いさむ、1968年4月22日 - ）は、アニメーター、アニメ演出家、アニメ監督。鹿児島県出身。

## 参加作品

### テレビアニメ
- ふしぎの海のナディア（1990年、原画）
- 無責任艦長タイラー（1993年、原画）
- 熱血最強ゴウザウラー（1993年、OP・END・DN作画）
- ストリートファイターII V（1995年、ビジュアルエフェクト）
- 新世紀エヴァンゲリオン（1995年、原画・設定補）
- ルパン三世 トワイライト☆ジェミニの秘密（1996年、メカニックデザイン・作画監督）
- ネクスト戦記EHRGEIZ（1997年、オリジナルデザイン）
- AWOL -Absent Without Leave-（1998年、キャラクターデザイン）
- EAT-MAN'98（1998年、キャラクターデザイン）
- カウボーイビバップ（1998年、セットデザイン）
- Bビーダマン爆外伝（1998年、原画）
- サイボーグ009 THE CYBORG SOLDIER（2001年、絵コンテ）
- キャプテン翼（2001年、チーフディレクター・デザインワークス・絵コンテ・演出）
- PROJECT ARMS（2001年、絵コンテ）
- ふたつのスピカ（2003年、原画）
- エリア88（2004年、監督、絵コンテ・演出）
- 巌窟王（2004年、ED原画）
- おとぎ銃士 赤ずきん（2006年、絵コンテ）
- 機神大戦ギガンティック・フォーミュラ（2007年、絵コンテ）
- 続 夏目友人帳（2009年、絵コンテ・演出）[2]
- バスカッシュ!（2009年、絵コンテ）
- キディ・ガーランド（2010年、絵コンテ）
- デュラララ!!（2010年、絵コンテ・OP原画）
- となりの怪物くん（2012年、OP原画）
- AMNESIA アムネシア（2013年、絵コンテ・演出・原画・ED演出・ED原画）
- やはり俺の青春ラブコメはまちがっている。（2013年、絵コンテ・原画）
- 一週間フレンズ。（2014年、絵コンテ）
- エンドライド（2016年、絵コンテ）
- グリムノーツ The Animation（2019年、絵コンテ）[3]
- ファンタシースターオンライン2 エピソード・オラクル（2019年、美術設定、絵コンテ）
- ゴールデンカムイ（2023年、絵コンテ）

### OVA
- トップをねらえ!（1988年、動画）[4]
- THE八犬伝（1990年-1991年、原画）
- 装甲巨神Zナイト プロモーションビデオ（1991年、メカニカルデザイン・メカニック作画監督・原画）
- 帝都物語（1991年、原画）
- ＯＺ オズ（1992年、メカデザイン）
- 紅狼 ホンラン（1993年、設定デザイン・絵コンテ・作画監督・原画）
- おいら宇宙の探鉱夫（1994年、メカニックデザイン）
- 真ゲッターロボ 世界最後の日（1998年、原画）
- 支配者の黄昏 TWILIGHT OF THE DARK MASTER（1998年、原画）
- アニマトリックス（2003年、セットデザイン）

### 劇場アニメ
- 月光のピアス ユメミと銀のバラ騎士団（1991年、原画）
- ストリートファイターII MOVIE（1994年、ビジュアルエフェクトアニメーション）
- MEMORIES「彼女の想いで」（1995年、原画）
- ルパン三世 DEAD OR ALIVE（1996年、メカニカルデザイン・メカニカル作画）
- 新世紀エヴァンゲリオン劇場版 シト新生（1997年、原画）
- 太陽の法 エル・カンターレへの道（2000年、設定）
- カウボーイビバップ 天国の扉（2001年、設定協力・原画）
- 犬夜叉 時代を越える想い（2001年、絵コンテ）
- 黄金の法 エル・カンターレの歴史観（2003年、ビジュアルディレクター）
- 永遠の法 エル・カンターレの世界観（2006年、監督）
- 神秘の法 The Mystical Laws（2012年、監督）
- UFO学園の秘密（2015年、監督、総作画監督、キャラクターデザイン）
- 宇宙の法—黎明編—（2018年、監督、総作画監督、キャラクターデザイン）[5]
- 宇宙の法-エローヒム編-（2021年、監督、総作画監督、キャラクターデザイン）[6]
- ドラゴン・ハート―霊界探訪記―（2025年、監督、総作画監督、キャラクターデザイン）

### ゲーム映像
- LUNAR ザ・シルバースター（1992年、セガサターン版フェイス・ウィンドウ・スタッフ、イラストレーター）
- 魔法学園LUNAR!（1997年、セガ、アニメーションパート キャラクターデザイン）
- エヴァと愉快な仲間たち 脱衣補完計画!（1999年、ガイナックス、ED原画）

### 漫画
- 装甲騎兵ボトムズ 赫奕たる異端（1995年7月、作画：今掛勇、原作：矢立肇、高橋良輔）メディアワークス、主婦の友社、ISBN 978-407303373-8
- AWOL -Absent Without Leave- LADY STEADY GO！ - 前日譚漫画（1999年、原作・作画）OVA全巻購入者特典用作品
- ジオブリーダーズAA（2001年8月、番外編、作画：今掛勇＋原作：伊藤明弘）少年画報社、ISBN 978-478592114-9
- LAND BLUE マレの風（2001年12月号、『アワーズライト』連載）少年画報社

### SF・ライトノベル イラスト
- 魔法学園LUNAR!（1997年5月、富士見ファンタジア文庫）杉谷祐 著、ISBN 978-482912743-8
- 死に急ぐ奴らの街（2001年7月、徳間デュアル文庫）火浦功 著、ISBN 978-419905065-7[7]
- 俺に撃たせろ!（2001年11月、徳間デュアル文庫）火浦功 著、ISBN 978-419905087-9

### 画集
- ふしぎの海のナディア アニメーション原画集 RETURN OF NADIA - ガイナックス アニメーション原画集・画コンテ集シリーズ（2004年12月29日、ガイナックス）共著：貞本義行、樋口真嗣、窪岡俊之、増尾昭一、摩砂雪、米谷良知、もりたけし、前田真宏、鶴巻和哉、今掛勇、本田雄、鈴木俊二、合田浩章、平松禎史、後藤圭二、ISBN 978-490371309-0